# Amer International Group
Amer International Group Ltd (кит.深圳 正 威 (集团) 有限公司) — китайский международный промышленный конгломерат, который в основном занимается добычей сырья и обработкой металлов.
Компания имеет офисы в Шэньчжэне, Шанхае, Тяньцзине, Чунцине, а также три международные штаб-квартиры в Сингапуре, Женеве и Лос-Анджелесе. В последние годы группа стремится развивать промышленные и стратегические инвестиции, научно-технологические интеллектуальные парки, финансовые инвестиции, торговые площадки и т. д. Является ведущим мировым производителем новых металлических материалов. Amer International Group, в 2021 году заняла 68 место в списке Global Fortune 500.

## История
Компания Amer International Group Ltd была основана китайским бизнесменом Ван Вэньином в 1995 году в Шэньчжэне и изначально занималась производством кабелей. Благодаря высокому спросу со стороны растущей китайской экономики, компания быстро расширялась и занялась торговлей сырьевыми товарами и добычей полезных ископаемых, сосредоточившись на производстве меди. Некоторые дочерние предприятия работают в различных областях, не связанных с переработкой сырья. В июне 2011 года дочерняя компания Amer Semiconductor, подписала инвестиционное соглашение с правительством городского округа Чичжоу, провинция Аньхой, для строительства промышленного парка Amer Semiconductor Park, целью которого является создание полупроводниковых промышленных кластеров и проектирование микросхем. Другие подразделения производят смартфоны, беспилотные летательные аппараты, мебель и мраморные скульптуры. Компании Amer International Group принадлежат 18 промышленных парков в 13 различных провинциях страны.